# Аманисло
Аманисло — царь Куша (Нубия), правивший в III веке до н. э. Эпитет к его личному имени — Мериамун («Любимый Амуном»).
Аманисло известен своей пирамидой Beg.S5 (или Beg.S6) в Мероэ и фигурой льва, на которой было выбито его имя, заменившее собой имя египетского фараона Аменхотепа III. Расположение пирамиды Аманисло даёт повод полагать, что на престоле Куша он был преемником Аркамани I и предшественником Аманитеки.

## Аманисло в современной культуре
В постановке оперы Верди «Аида», согласно сценарию Огюста Мариетта, Аманисло появляется как царь Эфиопии и отец Аиды Амонасро.